# European Championships 2022/Teilnehmer (Georgien)
| Gelbes Symbol für Goldmedaillen mit stilisierten Olympischen Ringen | Graues Symbol für Silbermedaillen mit stilisierten Olympischen Ringen | Braundes Symbol für Bronzemedaillen mit stilisierten Olympischen Ringen |
| ------------------------------------------------------------------- | --------------------------------------------------------------------- | ----------------------------------------------------------------------- |
| —                                                                   | —                                                                     | —                                                                       |

Georgien nahm an den European Championships 2022 mit insgesamt 15 Athleten (11 Männer, 4 Frauen) teil.

## Teilnehmer nach Sportarten

### Kanurennsport
| Athleten                               | Wettbewerb | Vorlauf      | Vorlauf | Vorlauf       | Halbfinale   | Halbfinale | Halbfinale    | Finale        | Finale        | Rang |
| Athleten                               | Wettbewerb | Zeit         | Rang    | Qualifikation | Zeit         | Rang       | Qualifikation | Zeit          | Rang          | Rang |
| -------------------------------------- | ---------- | ------------ | ------- | ------------- | ------------ | ---------- | ------------- | ------------- | ------------- | ---- |
| Frauen                                 |            |              |         |               |              |            |               |               |               |      |
| Mariam Kerdikashvili                   | C-1 200 m  | 49,188 s     | 3       | Finale        | –            | –          | –             | 50,502 s      | 6             | 6    |
| Lidia Sulaberidze                      | C-1 500 m  | —            | —       | —             | —            | —          | —             | 2:38,048 min  | 9             | 9    |
| Männer                                 |            |              |         |               |              |            |               |               |               |      |
| Aleksandre Tsivadze                    | C-1 500 m  | 1:54,002 min | 4       | Halbfinale    | DSQ          | DSQ        | DSQ           | ausgeschieden | ausgeschieden | DSQ  |
| Gia Gabedava Malkhaz Tchintcharashvili | C-2 500 m  | 1:52,034 min | 6       | Halbfinale    | 1:45,120 min | 7          | –             | ausgeschieden | ausgeschieden | 13   |
| Badri Kawelaschwili                    | K-1 200 m  | 35,713 s     | 1       | Finale        | –            | –          | –             | 37,101 s      | 5             | 5    |
| Sasa Nadiradse                         | C-1 200 m  | 43,170 s     | 8       | Halbfinale    | 39,910 s     | 1          | Finale        | 40,562 s      | 4             | 4    |

### Leichtathletik
Springen und Werfen
| Athleten             | Wettbewerb  | Qualifikation | Qualifikation | Finale        | Finale        | Rang |
| Athleten             | Wettbewerb  | Weite/Höhe    | Rang          | Weite/Höhe    | Rang          | Rang |
| -------------------- | ----------- | ------------- | ------------- | ------------- | ------------- | ---- |
| Frauen               |             |               |               |               |               |      |
| Sopo Schatirischwili | Kugelstoßen | 15,52 m       | 24            | ausgeschieden | ausgeschieden | 24   |
| Männer               |             |               |               |               |               |      |
| Giorgi Mudscharidse  | Kugelstoßen | 19,43 m       | 17            | ausgeschieden | ausgeschieden | 17   |

### Radsport

#### Bahn
| Athleten         | Wettbewerb         | Qualifikation | Qualifikation | 1. Runde | 1. Runde | Halbfinale | Halbfinale | Finale      | Finale | Rang |
| Athleten         | Wettbewerb         | Zeit          | Rang          | Zeit     | Rang     | Zeit       | Rang       | Zeit/Punkte | Rang   | Rang |
| ---------------- | ------------------ | ------------- | ------------- | -------- | -------- | ---------- | ---------- | ----------- | ------ | ---- |
| Männer           |                    |               |               |          |          |            |            |             |        |      |
| Stepan Grigorjan | 40 km Punktefahren | —             | —             | —        | —        | —          | —          | −19 Punkte  | 16     | 16   |

| Athleten         | Wettbewerb | Qualifikation Punktefahren | Qualifikation Punktefahren | Scratch | Scratch | Temporennen | Temporennen | Ausscheidungs- fahren | Ausscheidungs- fahren | Punkte- fahren | Punkte- fahren | Gesamt | Gesamt |
| Athleten         | Wettbewerb | Punkte                     | Rang                       | Punkte  | Rang    | Punkte      | Rang        | Punkte                | Rang                  | Punkte         | Zieleinlauf    | Punkte | Rang   |
| ---------------- | ---------- | -------------------------- | -------------------------- | ------- | ------- | ----------- | ----------- | --------------------- | --------------------- | -------------- | -------------- | ------ | ------ |
| Männer           |            |                            |                            |         |         |             |             |                       |                       |                |                |        |        |
| Stepan Grigorjan | Omnium     | −4                         | 8                          | 10      | 16      | 10          | 16          | 12                    | 15                    | −60            | 16             | −28    | 9      |

#### Straße
| Athleten         | Wettbewerb       | Zeit         | Rang |
| ---------------- | ---------------- | ------------ | ---- |
| Männer           |                  |              |      |
| Stepan Grigorjan | Straßenrennen    | DNS          | DNS  |
| Stepan Grigorjan | Einzelzeitfahren | 31:12,51 min | 31   |

### Turnen
| Athleten                                                                                  | Wettbewerb           | Qualifikation | Qualifikation | Finale        | Finale        | Rang |
| Athleten                                                                                  | Wettbewerb           | Punkte        | Rang          | Punkte        | Rang          | Rang |
| ----------------------------------------------------------------------------------------- | -------------------- | ------------- | ------------- | ------------- | ------------- | ---- |
| Frauen                                                                                    |                      |               |               |               |               |      |
| Ani Gobadse                                                                               | Boden                | 10,166        | 108           | ausgeschieden | ausgeschieden | 108  |
| Ani Gobadse                                                                               | Schwebebalken        | 10,033        | 99            | ausgeschieden | ausgeschieden | 99   |
| Ani Gobadse                                                                               | Stufenbarren         | 9,433         | 105           | ausgeschieden | ausgeschieden | 105  |
| Ani Gobadse                                                                               | Mehrkampf Einzel     | —             | —             | 40,998        | 81            | 81   |
| Männer                                                                                    |                      |               |               |               |               |      |
| Saba Abesadse                                                                             | Barren               | 13,166        | 56            | ausgeschieden | ausgeschieden | 56   |
| Saba Abesadse                                                                             | Boden                | 11,600        | 102           | ausgeschieden | ausgeschieden | 102  |
| Saba Abesadse                                                                             | Pauschenpferd        | 11,500        | 89            | ausgeschieden | ausgeschieden | 89   |
| Saba Abesadse                                                                             | Reck                 | 11,066        | 101           | ausgeschieden | ausgeschieden | 101  |
| Saba Abesadse                                                                             | Ringe                | 13,033        | 55            | ausgeschieden | ausgeschieden | 55   |
| Saba Abesadse                                                                             | Mehrkampf Einzel     | —             | —             | 73,231        | 58            | 58   |
| Valiko Duduchava                                                                          | Boden                | 11,833        | 96            | ausgeschieden | ausgeschieden | 96   |
| Ioane Jimscheleischwili                                                                   | Barren               | 11,133        | 102           | ausgeschieden | ausgeschieden | 102  |
| Ioane Jimscheleischwili                                                                   | Boden                | 13,700        | 26            | ausgeschieden | ausgeschieden | 26   |
| Ioane Jimscheleischwili                                                                   | Pauschenpferd        | 9,666         | 108           | ausgeschieden | ausgeschieden | 108  |
| Ioane Jimscheleischwili                                                                   | Reck                 | 7,100         | 109           | ausgeschieden | ausgeschieden | 109  |
| Ioane Jimscheleischwili                                                                   | Ringe                | 12,933        | 62            | ausgeschieden | ausgeschieden | 62   |
| Ioane Jimscheleischwili                                                                   | Mehrkampf Einzel     | —             | —             | 68,532        | 73            | 73   |
| Bidzina Sitchinava                                                                        | Barren               | 12,633        | 77            | ausgeschieden | ausgeschieden | 77   |
| Bidzina Sitchinava                                                                        | Boden                | 12,833        | 67            | ausgeschieden | ausgeschieden | 67   |
| Bidzina Sitchinava                                                                        | Pauschenpferd        | 11,366        | 92            | ausgeschieden | ausgeschieden | 92   |
| Bidzina Sitchinava                                                                        | Reck                 | 10,633        | 106           | ausgeschieden | ausgeschieden | 106  |
| Bidzina Sitchinava                                                                        | Ringe                | 12,766        | 75            | ausgeschieden | ausgeschieden | 75   |
| Bidzina Sitchinava                                                                        | Mehrkampf Einzel     | —             | —             | 73,464        | 57            | 57   |
| Levan Skhiladze                                                                           | Barren               | 11,233        | 99            | ausgeschieden | ausgeschieden | 99   |
| Levan Skhiladze                                                                           | Pauschenpferd        | 12,700        | 57            | ausgeschieden | ausgeschieden | 57   |
| Levan Skhiladze                                                                           | Reck                 | 12,433        | 72            | ausgeschieden | ausgeschieden | 72   |
| Levan Skhiladze                                                                           | Ringe                | 13,500        | 30            | ausgeschieden | ausgeschieden | 30   |
| Saba Abesadse Valiko Duduchava Ioane Jimscheleischwili Bidzina Sitchinava Levan Skhiladze | Mehrkampf Mannschaft | 224,828       | 25            | ausgeschieden | ausgeschieden | 25   |

## Weblink
- Ergebnisse von Georgien bei den European Championships 2022